# Martin Rypl
Martin Rypl (ur. 14 września 1967) – czeski biathlonista reprezentujący też Czechosłowację. W Pucharze Świata zadebiutował 15 grudnia 1988 roku w Les Saisies, gdzie zajął 36. miejsce w biegu indywidualnym. Nigdy nie stanął na podium indywidualnych zawodów PŚ, jednak kilkukrotnie dokonał tego w zawodach drużynowych, w tym 18 grudnia 1988 roku w Les Saisies razem z Tomášem Kosem, Jaroslavem Pincem i Janem Matoušem zajął drugie miejsce w biegu drużynowym. Najlepsze wyniki osiągnął w sezonie 1988/1989, kiedy zajął 47. miejsce w klasyfikacji generalnej. W 1989 roku wystąpił na mistrzostwach świata w Feistritz, gdzie zajął trzynaste miejsce w sprincie i siódme miejsce w sztafecie. Jeszcze kilkukrotnie startował na imprezach tego cyklu, jednak nie poprawił tych wyników. Brał też udział w igrzyskach olimpijskich w Albertville w 1992 roku, gdzie uplasował się na 25. pozycji w biegu indywidualnym, 50. pozycji w sprincie i siódmej w sztafecie.

## Osiągnięcia

### Igrzyska olimpijskie
| Rok  | Miejscowość | Konkurencje | Konkurencje | Konkurencje | Konkurencje | Konkurencje | Konkurencje | Konkurencje |
| Rok  | Miejscowość | IN          | SP          | PU          | MS          | RL          | MR          | SR          |
| ---- | ----------- | ----------- | ----------- | ----------- | ----------- | ----------- | ----------- | ----------- |
| 1992 | Albertville | 25.         | 50.         | nd.         | nd.         | 7.          | nd.         | –           |

### Mistrzostwa świata
| Rok  | Miejscowość | Konkurencje | Konkurencje | Konkurencje | Konkurencje | Konkurencje | Konkurencje | Konkurencje |
| Rok  | Miejscowość | IN          | SP          | PU          | MS          | RL          | MR          | SR          |
| ---- | ----------- | ----------- | ----------- | ----------- | ----------- | ----------- | ----------- | ----------- |
| 1989 | Feistritz   | –           | 13.         | nd.         | nd.         | 7.          | nd.         | –           |
| 1990 | Mińsk/Oslo  | 40.         | 15.         | nd.         | nd.         | –           | nd.         | –           |
| 1991 | Lahti       | 31.         | 24.         | nd.         | nd.         | 10.         | nd.         | –           |
| 1993 | Borowec     | –           | 39.         | nd.         | nd.         | –           | nd.         | –           |
| 1995 | Anterselva  | 51.         | 44.         | nd.         | nd.         | –           | nd.         | –           |
| 1997 | Osrblie     | 45.         | –           | nd.         | nd.         | 15.         | nd.         | –           |

### Puchar Świata

#### Miejsca w klasyfikacji generalnej
| Sezon     | Miejsce |
| --------- | ------- |
| 1988/1989 | 47.     |
| 1989/1990 | 53.     |
| 1990/1991 | 57.     |
| 1991/1992 | 49.     |
| 1992/1993 | 75.     |
| 1993/1994 | 64.     |
| 1994/1995 | -       |
| 1995/1996 | ?       |
| 1996/1997 | -       |

#### Miejsca na podium chronologicznie
Rypl nigdy nie stanął na podium indywidualnych zawodów PŚ.